# Campus de Santa Cruz
El Campus de Santa Cruz es uno de los cinco campus de la Universidad de La Laguna.   En realidad, no se trata de un campus en el sentido de un espacio urbanístico delimitado, sino que se denomina como tal al conjunto de centros situados en el término municipal de Santa Cruz de Tenerife.

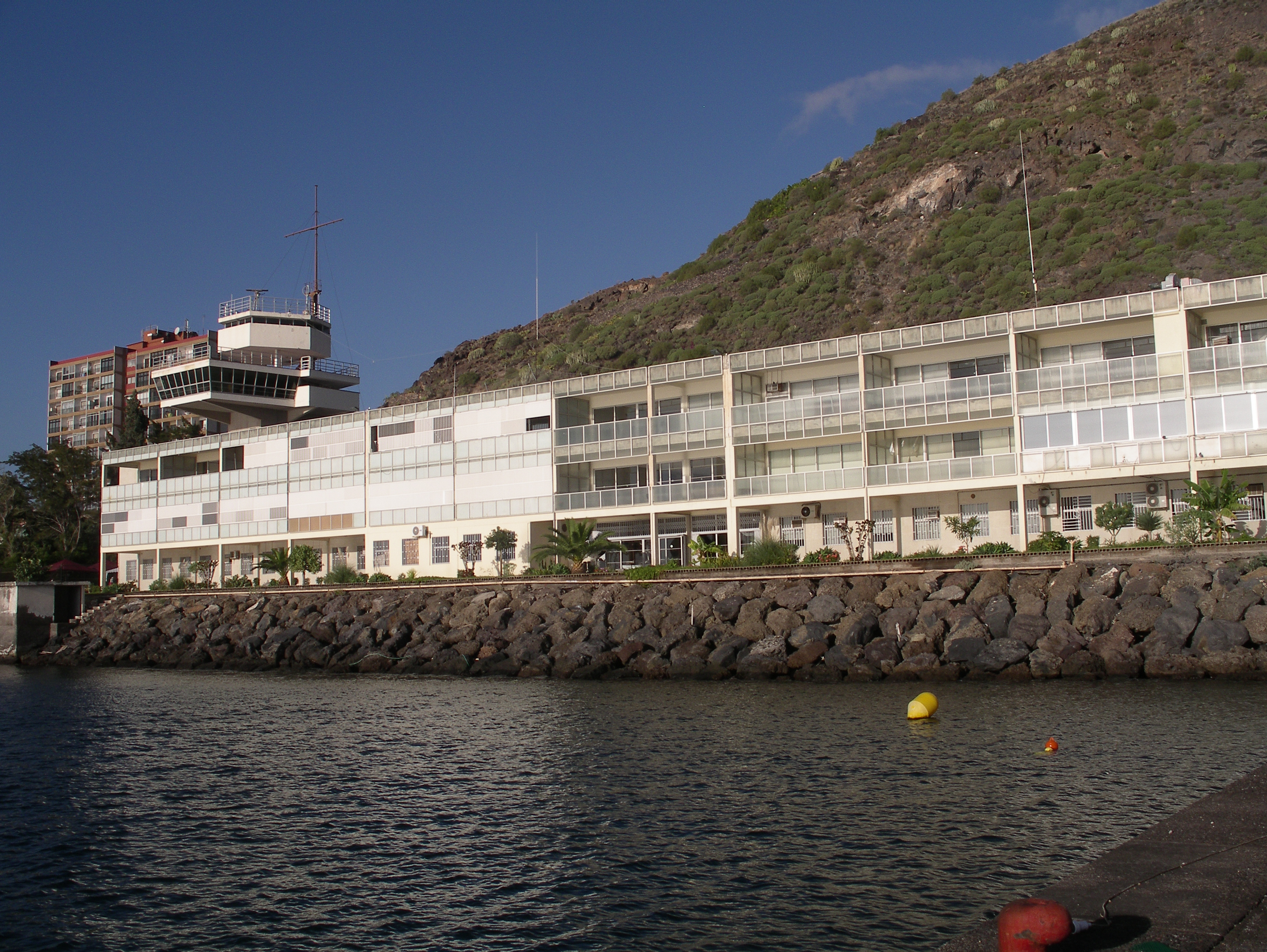
Edificio de la Sección de Náutica, Máquinas y Radioelectrónica Naval de la Escuela Politécnica Superior de Ingeniería, ULL

En él se ubica la Sección de Náutica, Máquinas y Radioelectrónica Naval de la Escuela Politécnica Superior de Ingeniería, la Escuela de Turismo de Tenerife (centro adscrito) y la sede del Consejo Social de la ULL